# Stazione di Gagny
La stazione di Gagny (in francese Gare de Gagny) è una stazione ferroviaria situata nei territori dei comuni di Gagny e Villemomble, nel dipartimento della Senna-Saint-Denis.

## Storia
La stazione fu messa in servizio il 5 luglio 1849 dalla Compagnie du chemin de fer de Paris à Strasbourg con l'attivazione del segmento della Parigi-Strasburgo compreso tra Parigi e Meaux. 

## Movimenti
La stazione è servita dai treni della Linea RER E.